# Premi Feroz al millor documental
El Premi Feroz al millor documental és un premi cinematogràfic lliurat anualment des de 2017 com a part dels Premis Feroz, creats per l'Associació d'Informadors Cinematogràfics d'Espanya.

## Pel·lícules guanyadores i nominades
| Edició | Any  | Guanyador                                              | Nominats | Ref.        |
| ------ | ---- | ------------------------------------------------------ | --- | ----------- |
| IV     | 2017 | Dead Slow Ahead de Mauricio Herce                      | Sense nominats | [ 1 ]       |
| V      | 2018 | La Chana de Lucija Stojevic                            | - Converso de David Arratibel - Esquece Monelos de Angeles Huerta - Muchos hijos, un mono y un castillo de Gustavo Salmerón - Niñato de Adrián Orr                                  | [ 2 ]       |
| VI     | 2019 | Apuntes para una película de atracos de León Siminiani | - El silencio de otros d'Almudena Carracedo i Robert Bahar - Mudar la piel d'Ana Schulz i Cristóbal Fernández - Trinta lumes de Diana Toucedo - Young & Beautiful de Marina Lameiro | [ 3 ] [ 4 ] |
| VII    | 2020 | La ciudad oculta de Víctor Moreno                      | - El cuadro de Andrés Sanz - El cuarto reino. El reino de los plásticos d' Álex Lora i Adán Aliaga - Enero d' Ione Atenea - Zumiriki d' Oskar Alegría                               | [ 5 ]       |
| VIII   | 2021 | El año del descubrimiento de Luis López Carrasco       | - Courtroom 3H - Dear Werner (Walking on Cinema)de Pablo Maqueda - El desafío: ETA - A media voz                                                                                    | [ 6 ]       |